# Athamanes
Athamanes (in greco Αθαμάνες?) è un ex comunità della Grecia nella periferia della Tessaglia di 1 767 abitanti secondo i dati del censimento 2001.
È stata soppressa a seguito della riforma amministrativa detta Programma Callicrate in vigore dal gennaio 2011 ed è ora compresa nel comune di Argithea.